# دنيس بيلي
دنيس بيلي (بالإنجليزية: Dennis Bailey)‏ (24 سبتمبر 1935 في المملكة المتحدة - ) هو لاعب كرة قدم بريطاني في مركز الهجوم. لعب مع بورت فايل وبولتون واندررز.